# ラッパーノ
ラッパーノ（イタリア語: Lappano）は、イタリア共和国カラブリア州コゼンツァ県にある、人口約900人の基礎自治体（コムーネ）。

## 地理

### 位置・広がり

#### 隣接コムーネ
隣接するコムーネは以下の通り。
- チェーリコ
- ロヴィート
- サン・ピエトロ・イン・グアラーノ
- ツンパーノ